# Genuine
Genuine è un film muto del 1920 diretto da Robert Wiene. È conosciuto anche con il titolo Genuine, die Tragodie eines Seltsamen Hauses o, in inglese, come Genuine: A Tale of a Vampire.

## Trama
Percy, un pittore, dopo aver completato il ritratto della sacerdotessa Genuine ne rimane completamente stregato tanto da rinchiudersi in casa e non vedere più nessuno. Una notte il quadro prende vita e Genuine fugge per poi ritrovarsi nelle mani di Lord Melo che la tiene prigioniera nel suo lussuoso palazzo. Finalmente Genuine riesce ad uscire dalla sua prigione dorata e incontra Florian, un giovane barbiere che cade facile preda del suo fascino, per prima cosa uccide Lord Melo ma poi quando lei gli chiede di uccidersi lui resiste e fugge via. Arriva Percy, e anche lui vedendo dal vivo la creatura che aveva dipinto, cade sotto il suo incantesimo, questa volta anche Genuine sembra sinceramente innamorata ma la loro storia ha breve durata. Informati da Florian i paesani corrono al palazzo per eliminare la strega ma lui stesso si allontana dal gruppo deciso a riprendersi Genuine, o a fare in modo che nessun altro possa farlo.

## Produzione
Il film fu prodotto dalla Decla-Bioscop AG. Venne girato nei Bioscop-Atelier di Neubabelsberg a Potsdam.

## Distribuzione
Venne presentato in prima al Marmorhaus di Berlino il 2 settembre 1920. Il film uscì anche in Finlandia il 12 dicembre 1921.
La pellicola è stata ricostruita nel 1996 dal Münchner Filmmuseum da due copie sopravvissute conservate in Francia, nella Raymond Rohauer collection del Cohen Media Group.